# الدخله (إب)
الدخله هي إحدى قرى الجمهورية اليمنية. وهي تتبع جغرافيًا لمحافظة إب. وإداريًا لمديرية الشعر. يبلغ تعداد سكانها 1293 نسمة حسب الإحصاء الذي جرى عام 2004.